# Tephrosia virens
Tephrosia virens är en ärtväxtart som beskrevs av Leslie Pedley. Tephrosia virens ingår i släktet Tephrosia och familjen ärtväxter. Inga underarter finns listade i Catalogue of Life.